# Gustav Holst
Gustav Theodore Holst [həulst], ursprungligen Gustavus Theodore von Holst, född 21 september 1874 i Cheltenham, Gloucestershire, död 25 maj 1934 i London, var en brittisk kompositör. Hans mest kända verk är orkestersviten Planeterna, färdigställd 1916.

## Biografi

### Familjebakgrund
Gustav Holst kom från en familj med musiker i många generationer.
En spridd uppfattning, som även har omfattats av familjen själv,  är att släkten härstammade från Sverige. Detta har emellertid inte kunnat bevisas. Familjen Holst kom till England i början av 1800-talet med Gustav Holsts farfarsfar, Mathias Holst (1767–1845). Denne var 
emellertid inte svensk utan balttysk, född i Riga, där hans familj bott i flera generationer. På 1600-talet bodde släktens anfäder i trakten av Rostock i norra Tyskland. En eventuell anknytning till Sverige eller Skandinavien måste alltså ligga ännu längre tillbaka.
Bilden av släkten kompliceras av det uppenbart felaktiga påståendet att släkten var adlig. Denna uppgift härrör från Gustav Holsts farfar Gustavus Valentin von Holst (1799–1871), som också var musiker, och som lade adelsmärket "von" till sitt namn, i avsikt att öka sin prestige och skaffa sig flera musikelever.  Under trycket av antityska stämningar  tog Gustav Holst bort det från sitt och familjens namn under första världskriget.
I Sverige finns adliga ätter med namnen Holst och von Holst.  De  har ingen känd släktskap med Gustav Holsts familj.

### Verksamhet
Efter avslutad musikutbildning i London verkade han till att börja med som basunist i en teaterorkester. Senare gick han över till komposition och undervisning, och var 1919-24 professor i kompositionslära vid Royal College of Music i Reading. 
Holsts tidiga verk är influerade av Grieg, Wagner, Richard Strauss och studiekamraten Ralph Vaughan Williams, och senare, via Vaughan Williams, av Ravels musik. Genom influenser från Ravel, hinduistisk spiritualism och engelsk folkmusik kunde Holst frigöra sig från Wagners och Strauss inflytande och forma sin egen stil. Holsts musik är bekant för sina okonventionella taktarter och melodier som etsar sig fast. Han har skrivit en rad verk i utpräglad personlig stil och nådde starka orkestrala effekter och brukade ofta sammanställa ackord med en halvtons avstånd. Stigande och fallande kvart- och kvintmotiv förekommer ofta. Litterärt var han starkt påverkad av indisk filosofi och indiskt tänkesätt, och han har hämtat intryck från hinduiska epos och från Rigveda. Han var en eminent kör- och orkesterledare och har komponerat en rad körverk i stor stil.
Holst komponerade nästan 200 verk, däribland fyra operor (Savitri, The Perfect Fool, At the Boar's Head och The Wandering Scholar), balettmusik, koraler (bland andra Mitt i vintern var det och I Vow to Thee, My Country) och sånger. Han var en entusiastisk pedagog och var som sådan verksam vid St Paul's Girls' School från 1905 och vid Morley College från 1907; han upprätthöll båda tjänsterna fram till pensioneringen. Han undervisade även i sång vid Wycombe Abbey School från 1912 till 1917.
Han var bror till Hollywood-skådespelaren Ernest Cossart och far till kompositören och dirigenten Imogen Holst, som 1938 författade en biografi över honom.

## Utmärkelser
Asteroiden 3590 Holst är uppkallad efter honom.